# 2013 en chimie
Cet article présente les faits marquants de l'année 2013 en chimie.

## Évènements
- 45ème Olympiades Internationales de Chimie, organisées à Moscou en Russie du 15 juillet au 24 juillet[1].

## Prix
- Prix Nobel de chimie : Martin Karplus, Michael Levitt et Arieh Warshel pour la mise au point de modèles multi-échelles de systèmes chimiques complexes[2],[3].
- Prix Wolf de chimie : Robert S. Langer « pour avoir conçu et implémenté des avancées en chimie des polymères, fournissant des systèmes capables de contrôler la libération de médicaments ainsi que de nouveaux biomatériaux »[4].
- Prix Procter & Gamble : Steve Granick[5]
- Prix Anselme-Payen : John Ralph[6]
- Médaille Garvan-Olin : Susan Kauzlarich[7]
- Prix Ernest-Guenther : Kuniaki Tatsuta[8]
- ACS Award in Pure Chemistry : Theodor Agapie[9]
- Arthur C. Cope Award : Stephen L. Buchwald[10]
- Prix Irving-Langmuir : Wilson Ho[11]
- Médaille Priestley : Peter J. Stang[12],[13],[14]
- Médaille Leverhulme :  Konstantin Novoselov[15]
- Médaille Davy : Graham Hutchings pour la découverte de la catalyse par l'or et pour ses contributions fondamentales à ce nouveau domaine de la chimie[16],[17].
- Grand prix Émile-Jungfleisch: Roger Guilard[18]
- Prix Alfred-Bader : B. Mario Pinto[19]
- Médaille Kołos : Philip Coppens[20]

- Grand prix Pierre-Süe : Pierre Braunstein[21]
- Grand prix Achille-Le-Bel : Anny Jutand et Joël Moreau[22]
- Claude S. Hudson Award in Carbohydrate Chemistry : Laura L. Kiessling[23]
- Médaille Lavoisier de la Société chimique de France : Gérard Férey[24] et Henri Kagan[25],[26]
- Médaille William-H.-Nichols : Richard Eisenberg[27]

## Décès
- 18 février : Jerry Buss (né en 1933), Investisseur immobilier et chimiste.